# Symphyotrichum lentum
Espèce
Symphyotrichum lentum (anciennement Aster lentus ) est une espèce de plantes à fleurs de la famille des Astéracées connue sous le nom commun de Suisun Marsh aster (Aster du marais de Suisun).

## Distribution endémique
Il est endémique des marais du delta du fleuve Sacramento-San Joaquin dans le nord de la Californie, y compris du marais Suisun, dans le comté de Solano, ainsi nommé. 

## Description
Symphyotrichum lentum a une apparence similaire à celle de Symphyotrichum chilense, présente dans la même région. C'est une plante herbacée vivace coloniale produisant une tige sans poil de 40 à 150 cm de hauteur à partir d'un long rhizome. Les feuilles sont linéaires ou en forme de lance, pointues et peuvent atteindre 15 centimètres de long près de la base de la plante. Les feuilles inférieures se fanent au moment où la plante fleurit. 
L'inflorescence est un ensemble ouvert de capitules avec une frange de fleurons à rayons violets autour d'un centre de fleurons à disque jaune. Le fruit est un akène velu avec un long pappus blanc. 